# Pulvinaria vini
Pulvinaria vini är en insektsart som beskrevs av Hadzibejli 1960. Pulvinaria vini ingår i släktet Pulvinaria och familjen skålsköldlöss. Inga underarter finns listade i Catalogue of Life.